# SS Persic
SS Persic foi um navio a vapor construído para a armadora do Reino Unido White Star Line. O Persic foi um dos cinco navios da Jubilee Class, construídos pelo estaleiro Harland and Wolff especificamente para fazer a rota entre os portos de Liverpool na Inglaterra, Cidade do Cabo na África do Sul e Sydney na Austrália.

## História
O navio foi construído como cargueiro especializado para o transporte de cargas refrigeradas, mas em sua viagem inaugural partiu do porto de Liverpool transportando 500 soldados do Reino Unido que participaram da Guerra dos Bôeres. O Persic sofreu avaria em seu leme e permaneceu na Cidade do Cabo até 1900 quando seguiu viagem com soldados feridos com destino a Austrália.
Em 26 de outubro de 1899, socorreu a tripulação da escuna Madura, que tinha pegado fogo.
O navio foi requisitado como navio de transporte de tropas durante a Primeira Guerra Mundial. Em 7 de setembro de 1918, o Persic foi torpedeado pelo submarino alemão SM UB-87  ao largo da Sicília apesar dos danos ele retornou ao porto com recursos próprios.
Após a guerra, em 1920, passou por uma reforma, passando a operar como navio de passageiros até ser desmontado em 1927.